# Аркадак
Аркада́к — город в России, административный центр Аркадакского района Саратовской области. Находится на восточной окраине Окско-Донской равнины, на реке Большой Аркадак (близ её впадения в реку Хопёр), в 248 км к западу от Саратова. Аркадак — это железнодорожная станция Юго-Восточной железной дороги на линии Поворино-Пенза. Население — 10 477 чел. (2025).

## Этимология
Поселение возникло в XVIII веке и получило своё название от реки Аркадак. Гидроним связывают с тюркским названием острова на реке. Само же слово состоит из тюркских слов: арка — буквально «спина; спинной хребет» — в географических названиях приобретает смысл «удлиненная возвышенность; неширокий хребет; водораздел; холм», и слова даг означающее «гора». 

## История
Впервые упоминается в 1721 году в ходе первой переписи населения Российской империи (проводившейся в 1719—1727 годах).
По данным 1859 года во владельческом селе Никольское (Аркадак) Балашовского уезда Саратовской губернии проживало 1565 человек (780 мужчин, 785 женщин) в 195 дворах, имелись православная церковь и винокуренный завод, проводились базары.
В 1868 году это имение купил у Абазы князь Л. Д. Вяземский. В 1872—1881 годах для местных жителей он открыл больницу, школу, кирпичную церковь, пансионат для бедных детей, обустроил усадьбу и винокуренный завод.
В 1886—1887 годах была проведена подворная перепись. В селе проживало 986 мужчин и 998 женщин в 363 наличных приписных домохозяйствах и 222 жителя обоего пола в 41 семье постороннего населения (итого 2206 человек, великороссы, православные, из них 161 грамотный и 80 учащихся). Надел составлял 1107 десятин удобной земли (в том числе 107,6 десятин пашни и 17 десятин леса). Из скота имелось 442 рабочих и 131 нерабочая лошадь, 235 коров, 79 гулевых и 105 телят, 1548 овец и 249 свиней, также 2 двора держали 9 колод пчёл. Площадь посева составляла 821,8 десятины, почти вся — на арендованной казённой или владельческой пашне. 158 дворов были без посева. Имелось 373 деревянных избы, крытых соломой и камышом, 8 промышленных заведений, 1 кабак и 8 лавок.
В тот период селение было расположено по реке Аркадак, занимая около двух вёрст в длину и одну версту в ширину. Было до 10 колодцев, но вода годилась только для скота. Имелись приходская церковь, четырёхлетняя земская школа, волостное правление и врачебный пункт. Изначально крестьяне были на оброке, платя по 35 рублей, но с 1820 года переведены на барщину, получая на тягло по 2 десятины земли, 10—12 возов покоса и лес на топливо. При выходе на волю господин Абаза предлагал полный надел хорошей и удобной земли, но крестьяне под влиянием богатой их части не согласились и получили лишь 1047 десятин земли на 658 ревизских душ. Выкупная сумма составила 51700 рублей, четверть которой помещик простил крестьянам.
Надел находился в одном месте, перерезанный рекой Аркадак. Земля не окупала платежей: по покосу было слишком много болот; луговая почва была сильно песчаной. При выходе на волю весь надел был поемным, его не пахали до 1877 года, когда распахали часть выгона. Покосов было около 650 десятин, выкашивалось в хороший год 5 возов на душу. Леса практически не было, большинство топило кизяком. Имелся хлебный магазин. В общей площади посевов рожь занимала 45 %, овёс — 37 %, просо — 14 % и греча — 4 %; раньше сеяли также пшеницу, ячмень, горох и лён. Хлебом торговали на базаре, куда свозили хлеб и из окрестных деревень. Выгон занимал 196,8 десятины. Стада паслись по пару, жниву, как по своим, так и по арендным. Стад в селе было семь: коровье, телячье, три овечьих, свиное и табун. Для лошадей арендовали 130 десятин лесного поемного покоса, кормили их бардой. С выхода на волю крестьяне арендовали пашню обществом в соседней экономии, расплачивались в основном работой.
В 1886 году 362 мужчины занимались промыслами, из них 129 батраков, 84 возчика дров, 63 подёнщика, 12 плотников, 9 каменщиков, 8 портных, 7 пастухов, 7 торговцев и т. д. Несколько десятков человек работали на винокуренном заводе, также на паровой мельнице работали отгребальщики и подвозчики, забиравшие зарплату больше бардой, которой кормили лошадей. В рабочую пору приходили до 1500 человек из Пензы, Моршанска и ближних мест на сельскохозяйственные работы. По воскресеньям проходили базары, раз в год (9 мая) была ярмарка.
В 1895 году была проведена железная дорога и открыта железнодорожная станция Аркадак. По переписи 1897 года в селе проживало 3133 человека (1566 мужчин и 1567 женщин), из них 3124 православных.
В 1900 году была открыта библиотека, в 1903 году — духовное училище, построена земская больница из кирпича. В 1909 году сооружён кирпичный завод. В 1913 году построены элеватор, маслобойный завод и мельница купца Александра Николаевича Епифанова.
Согласно земским сведениям, в 1911 году в селе Аркадак, центре Аркадакской волости Балашовского уезда, проживало 3648 человек (1784 мужчины и 1864 женщины) в 510 хозяйствах приписного и 218 хозяйствах постороннего населения, имелись церковь, церковно-приходская и земская школы, больница и почтово-телеграфная контора, проводились базары и ярмарки. В населении преобладали великороссы. Крестьянские посевы занимали 362 десятины купленной и 1198 десятин арендованной земли. 31,7 % земли использовалось под просо, 26,9 % — под овёс, 18,0 % занимала рожь, 13,5 % — подсолнечник и 7,0 % — пшеница. Имелось 599 голов рабочего скота (лошадей и быков), 480 голов молочного и 474 — гулевого скота (жеребят, телят и бугаёв), а также 1258 голов мелкого скота (овец и свиней).
По переписи 1926 года в селе Аркадак, центре Аркадакского сельсовета и Аркадакской волости Балашовского уезда, жило 6273 человека (2899 мужчин и 3374 женщины) в 433 крестьянских и 1156 прочих хозяйствах.
В 1929 году создана машинно-тракторная станция, в 1930 году — колхоз «Смычка». 27 января 1939 года село Аркадак было преобразовано в рабочий посёлок. В 1941—1945 годах жители Аркадака воевали на фронтах. Четырнадцать уроженцев аркадакской земли стали Героями Советского Союза, многие награждены орденами и медалями.
Аркадак является городом с 1 января 1963 года.
После внесения в уставы города и района поправок, предусмотренных Федеральным законом № 315-ФЗ администрация муниципального образования город Аркадак была упразднена. Функции городской администрации возложены на администрацию Аркадакского района

## Климат
Климат умеренный континентальный с равномерным, но недостаточным увлажнением.
| Показатель              | Янв. | Фев. | Март | Апр. | Май  | Июнь | Июль | Авг. | Сен. | Окт. | Нояб. | Дек. | Год |
| ----------------------- | ---- | ---- | ---- | ---- | ---- | ---- | ---- | ---- | ---- | ---- | ----- | ---- | --- |
| Средняя температура, °C | −8   | −8,5 | −3,2 | 7,3  | 14,5 | 18,7 | 20,7 | 19,1 | 13,2 | 6,1  | −1,5  | −6,7 | 6,0 |
| Норма осадков, мм       | 37   | 30   | 30   | 29   | 38   | 58   | 54   | 41   | 47   | 41   | 45    | 39   | 489 |
| Источник: .             |      |      |      |      |      |      |      |      |      |      |       |      |     |

## Население
| 1721    | 1893    | 1901    | 1939    | 1959    | 1970    | 1979    | 1989    | 1996    |
| ------- | ------- | ------- | ------- | ------- | ------- | ------- | ------- | ------- |
| 313     | ↗1989   | ↗3127   | ↗10 782 | ↗14 790 | ↘14 742 | ↘14 061 | ↗14 244 | ↗14 700 |
| 1998    | 2000    | 2001    | 2002    | 2005    | 2006    | 2007    | 2008    | 2009    |
| ↗14 800 | ↘14 600 | ↘14 500 | ↘14 438 | ↘14 100 | ↘14 000 | ↘13 800 | ↘13 600 | ↘13 415 |
| 2010    | 2011    | 2012    | 2013    | 2014    | 2015    | 2016    | 2017    | 2018    |
| ↘12 845 | ↘12 802 | ↘12 612 | ↘12 477 | ↘12 328 | ↘12 149 | ↘12 088 | ↘11 986 | ↘11 895 |
| 2019    | 2020    | 2021    | 2025    |         |         |         |         |         |
| ↘11 681 | ↘11 516 | ↘10 990 | ↘10 477 |         |         |         |         |         |

На 1 января 2025 года по численности населения город находился на 896-м месте из 1124 городов Российской Федерации.
В 1721 году на реке Аркадак поселение состоит из местных жителей.
В 1736 году Л. К. Нарышкин переселил 313 крестьян из своих муромских и серпуховских имений в Аркадак (село «Никольское»).
В XVIII веке в Аркадаке поселились православные украинцы во времена владения Аркадаком украинским гетманом Разумовским К. Г..
В XIX веке в Аркадаке поселилась колония немцев и датчан из христианской секты протестантов «менонниты» (из Эльблонга, Мальборка, Данцига), которые получали с 1854 г. по 15 десятин земли на душу. Всего было восемь поселков. Посёлок № 1 Владимировка, посёлок № 2 Борисовка, посёлок № 3 Дмитриевка, посёлок № 4 Мариановка, посёлок № 5 Вяземский, посёлок № 6 Леонидовка, посёлок № 7 Лидовка, посёлок при ст. Аркадак. В начале XIX в. их было около 1,5 тысячи человек.
После издания Указа Президиума Верховного Совета СССР «О переселении немцев, проживающих в районах Поволжья» от 28 августа 1941 г. посёлки были ликвидированы.

## Инфраструктура
Город застроен в основном одноэтажными деревянными домами, хотя есть много частных кирпичных домов и городские пятиэтажные постройки с квартирами. Развита районная инфраструктура, так как город Аркадак — центр Аркадакского района Саратовской области Российской Федерации. Есть парк для отдыха, гостиница «Хопёр», 3 школы, 5 детских садов, районная администрация, Дом культуры, кинотеатр «Мир», кинотеатр «Космос», Дом быта «Элегант», Дом пионеров (спортивные секции и кружки), спортивный стадион, мастерские, магазины, рынок, почтовое отделение России, аптеки, ОВД полиции, прокуратура, суд, отделения «Сбербанк России», физкультурно-оздоровительный комплекс (с бассейном, с залами для гимнастики и игр, тяжёлой атлетики), центр социальной помощи семье и детям «Семья» и т. д..
В 2011 введены в строй два моста, через реку Хопёр (162 метра) и старицу Хопра озеро «Гнилуша» (155 метров) для новой автотрассы через Аркадак (по маршруту «Саратов-Турки»). Есть автовокзал и автозаправка.

## Промышленность
В городе действуют предприятия и заводы:
- молочноконсервный;
- ФГУ комбинат «Волжанка» Росрезерва;
- хлебокомбинат и т. д.

## Образование
В городе действуют:
- пять детских садов;
- три средние общеобразовательные школы (№ 1, 2, 3);
- филиал Саратовского областного базового медицинского колледжа (ранее медицинское училище);
- филиал Балашовского техникума механизации сельского хозяйства (ранее политехнический лицей № 50)
- сохранилось здание первой земской школы Аркадака и железнодорожной школы № 53 (ныне действующая школа № 3).

### Музеи
- Аркадакский краеведческий музей — открыт в 1971 году как общественный, в 1990 году получил статус филиала Саратовского областного музея краеведения.

### Дворцы культуры
- Аркадакский районный Дом Культуры — построен в 1964 году.

### Кинотеатры
- «Мир» (бульвар Культуры) — открыт в 1959 году. В 2017 году проведена реконструкция.
- «Космос» — открыт в 1967 году.

## Средства массовой информации
- Общественно-политическая газета «Сельская новь».

## Достопримечательности
- Действующая Свято-Вознесенская церковь из кирпича (с 1822 г.). По преданию, до революции в храме хранился крест с частицами Креста Господня из Иерусалима, который использовался в церемонии коронации Российских Императоров. В 1918 г. бесследно исчез.
- Памятник погибшим в Великую Отечественную войну на центральной площади; памятник  В. И. Ленину, также в 2020 году установлен символ Культуры Аркадакского района .

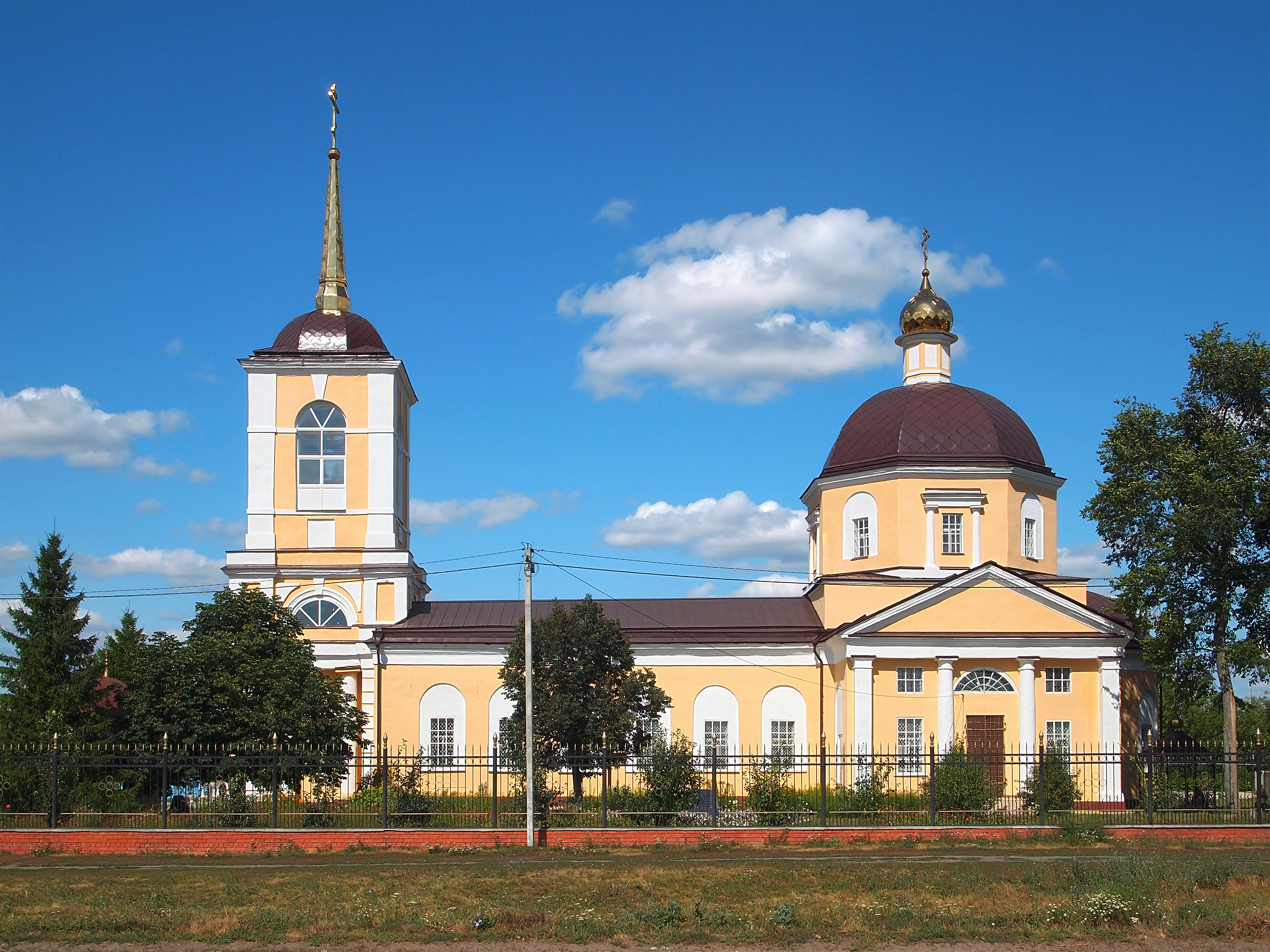
Свято-Вознесенская церковь в Аркадаке
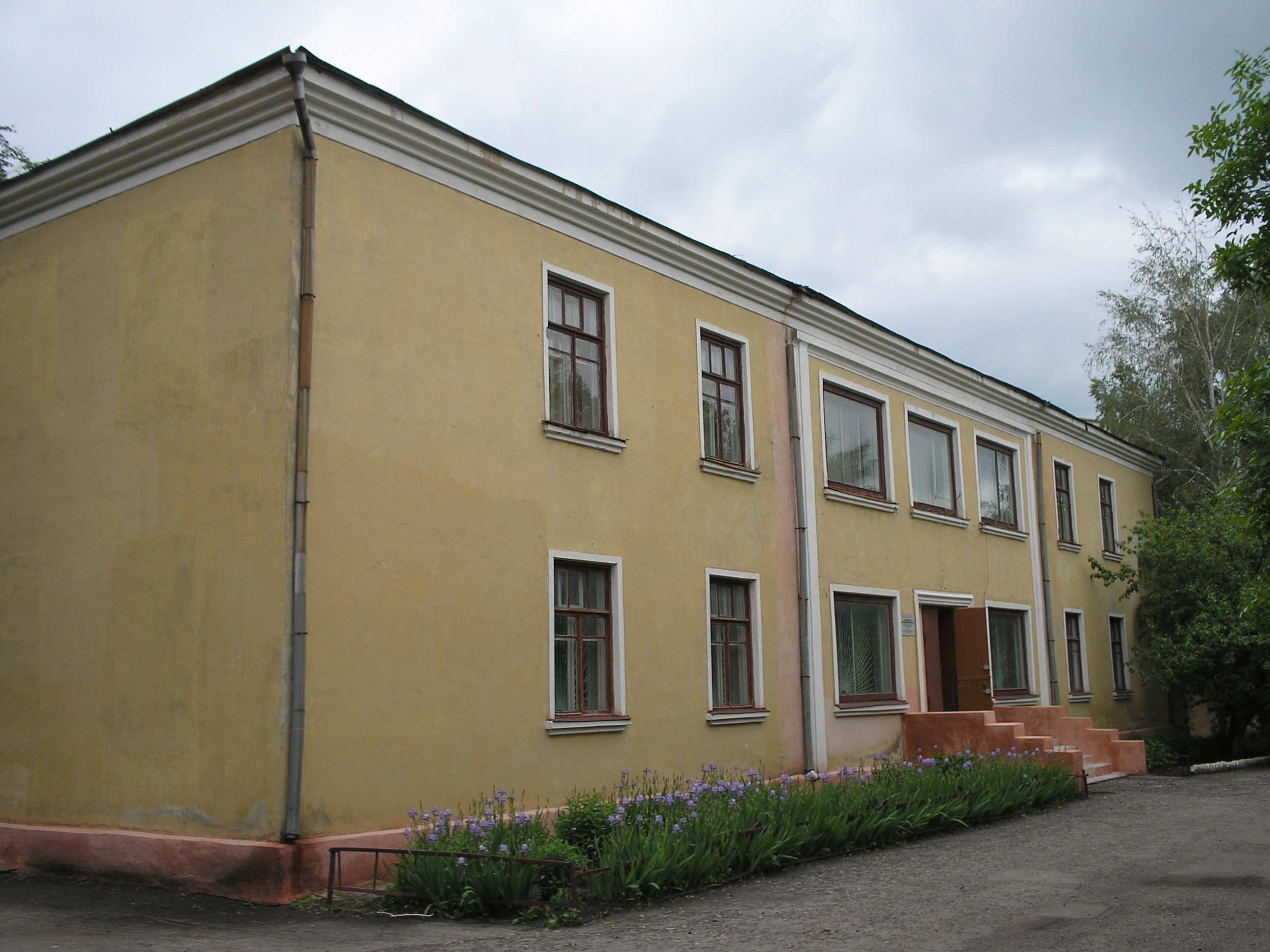
Аркадакский краеведческий музей
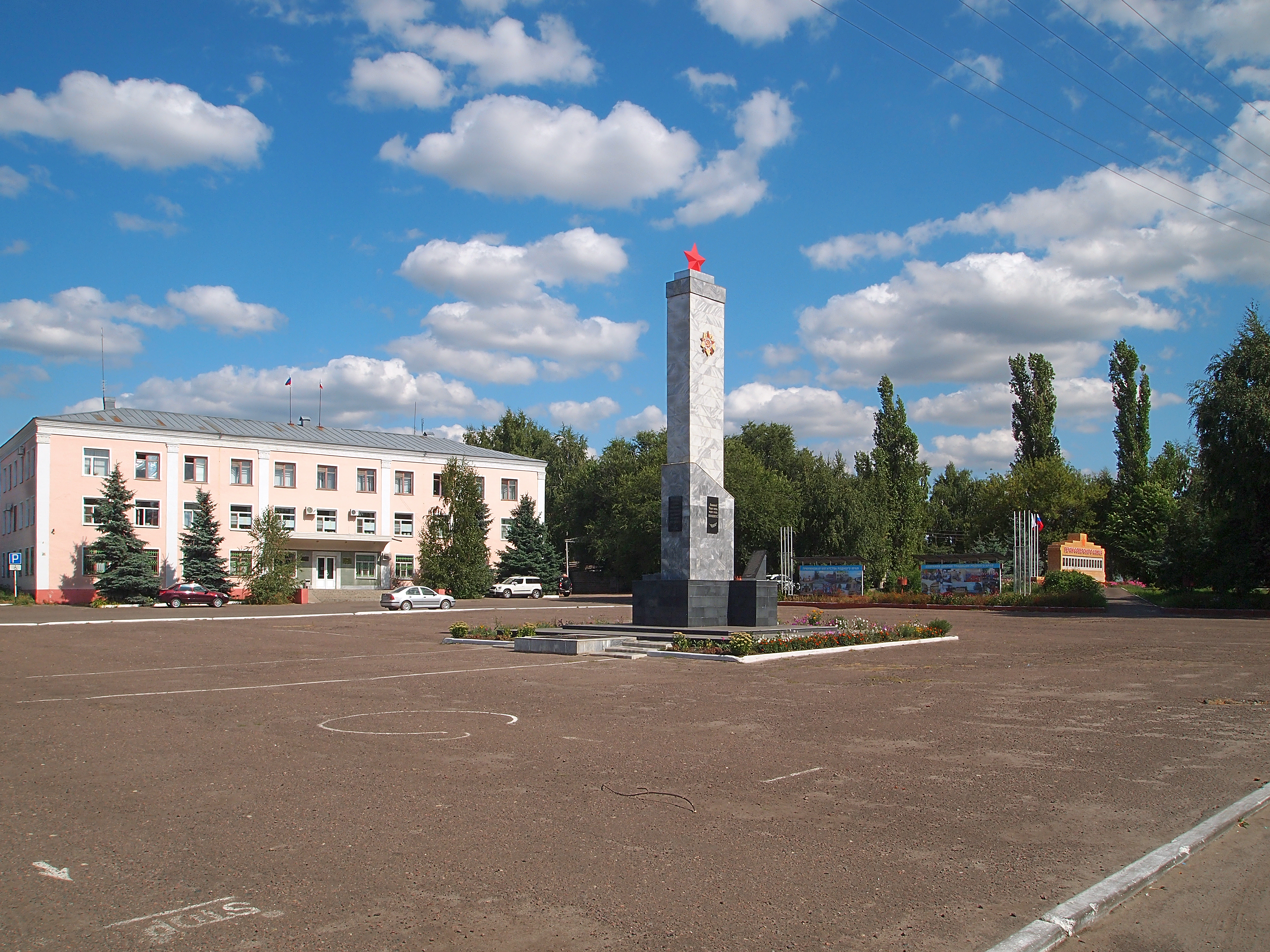
Обелиск Воинам-землякам
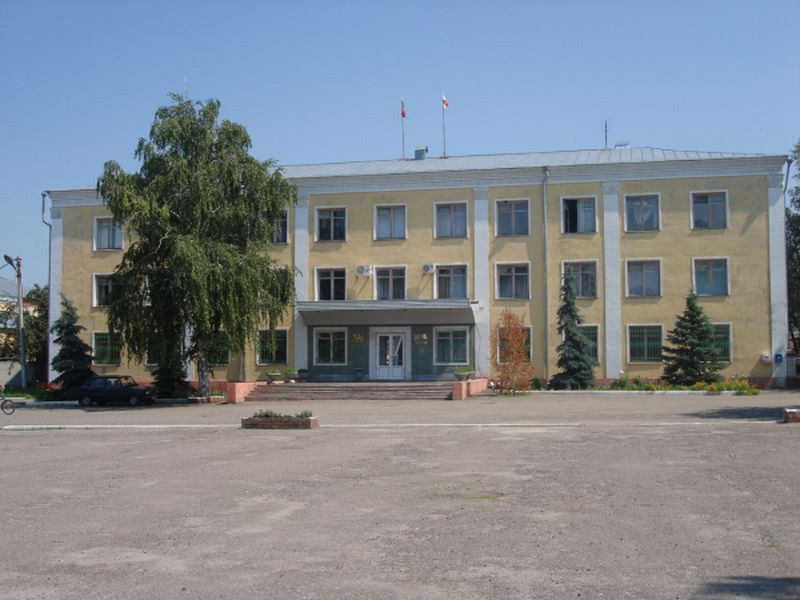
Аркадакская администрация на центральной площади
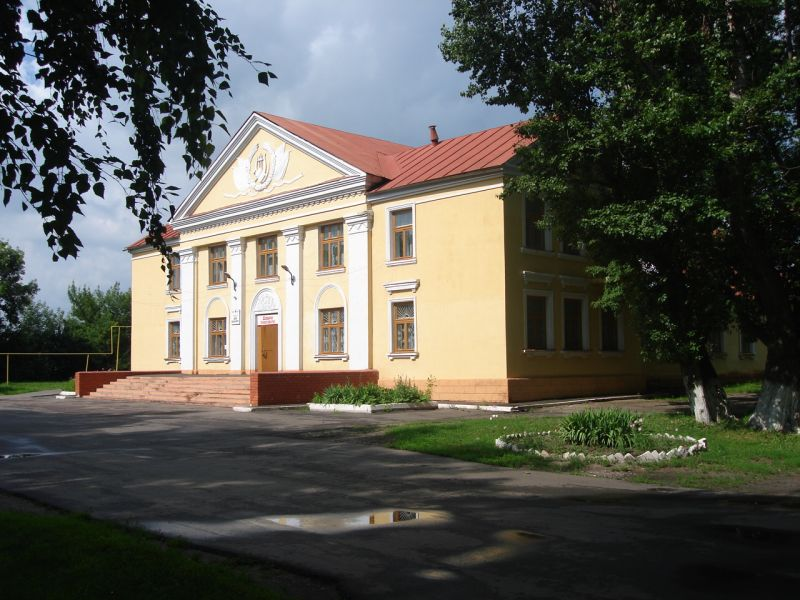
Аркадакский Дом культуры
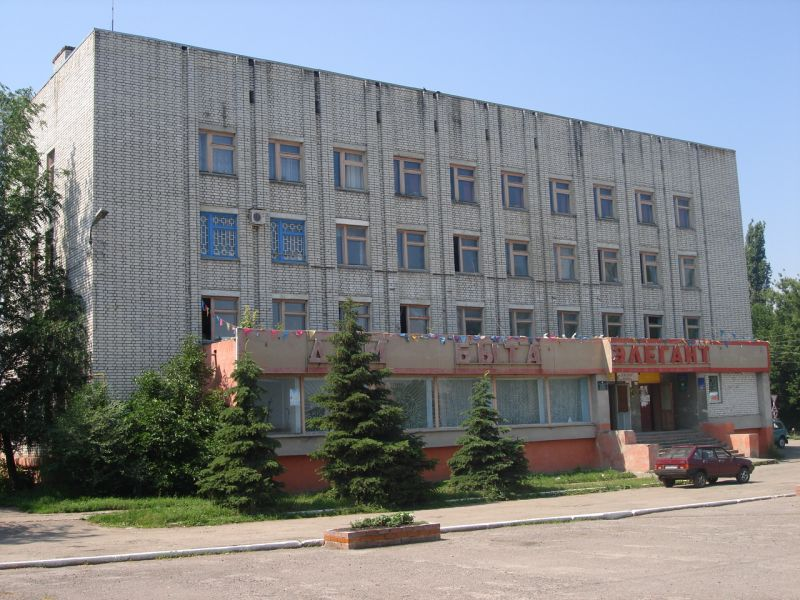
Аркадакский дом быта «Элегант»
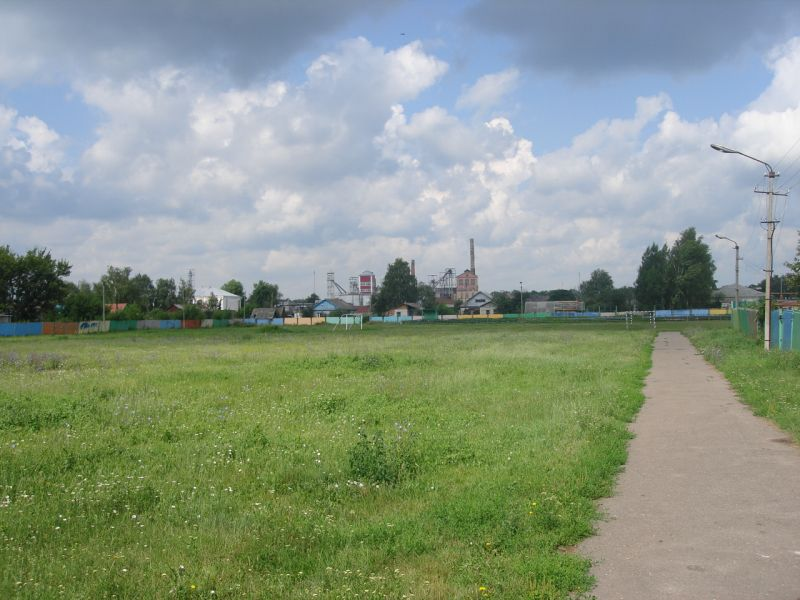
Аркадакский спортивный стадион
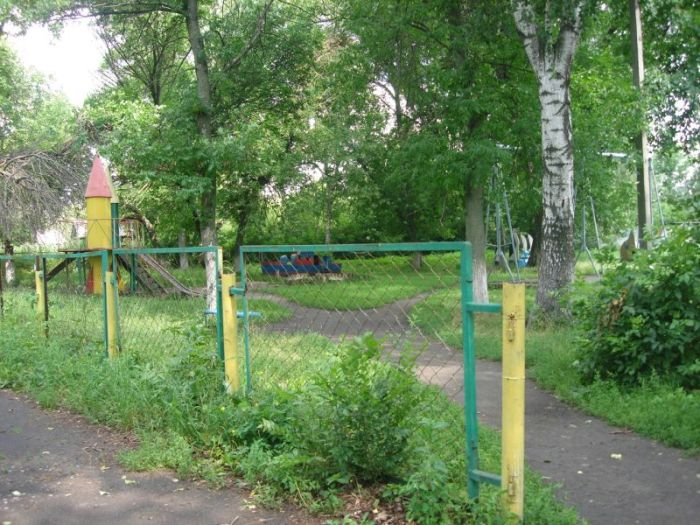
Аркадакская детская площадка в парке
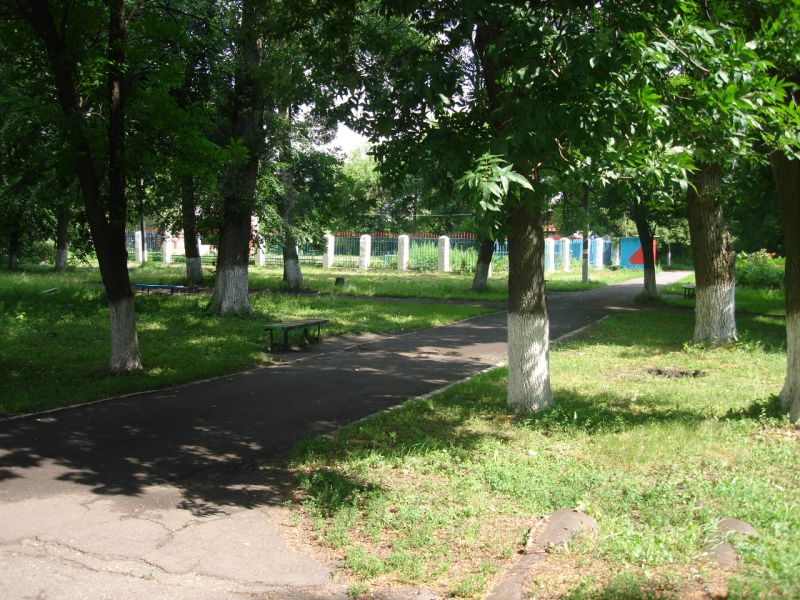
Аркадакская танцплощадка для дискотеки в парке
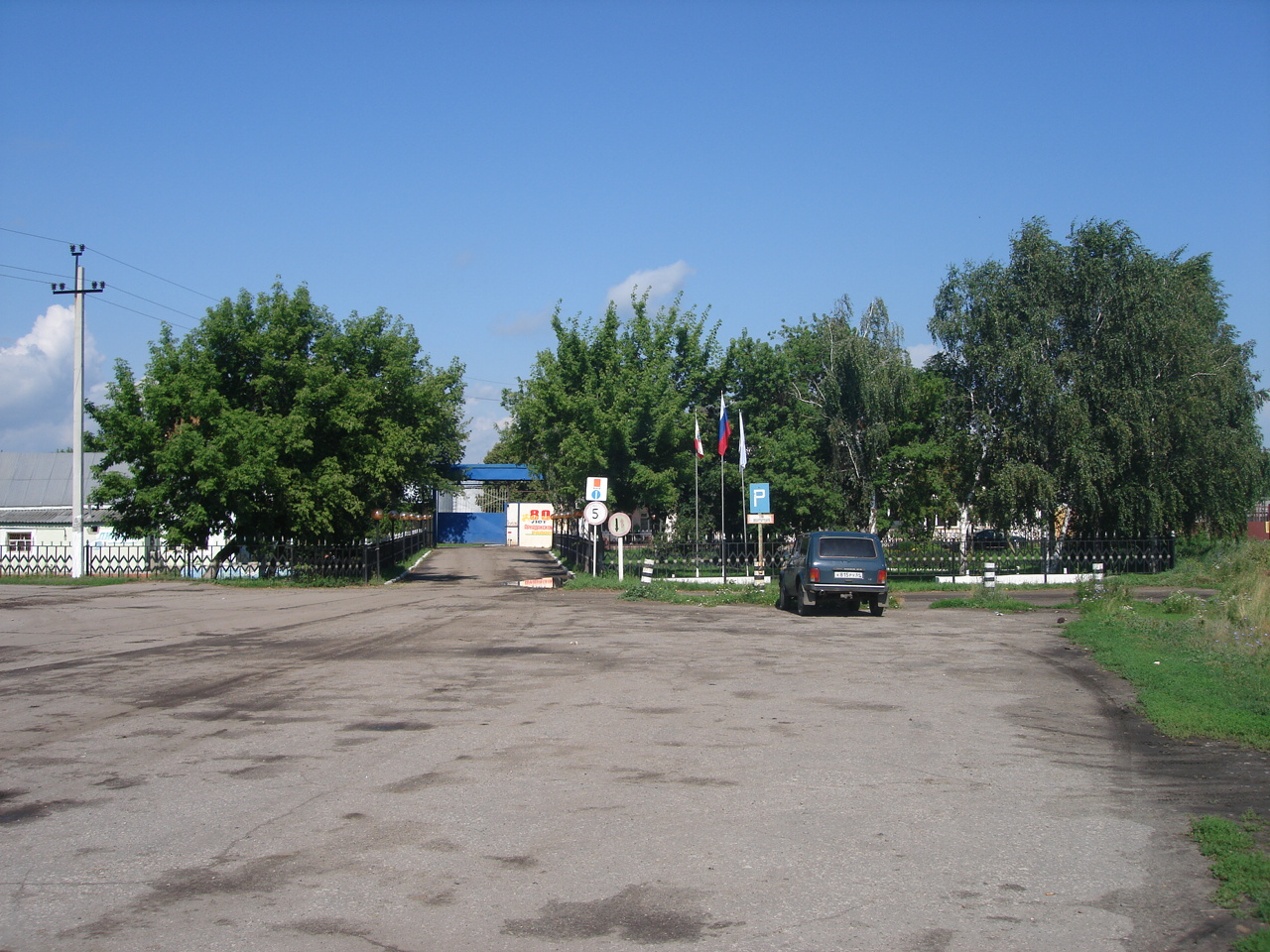
Проходная старого винокуренного завода (спиртзавод дающий барду, характерный запах Аркадака)
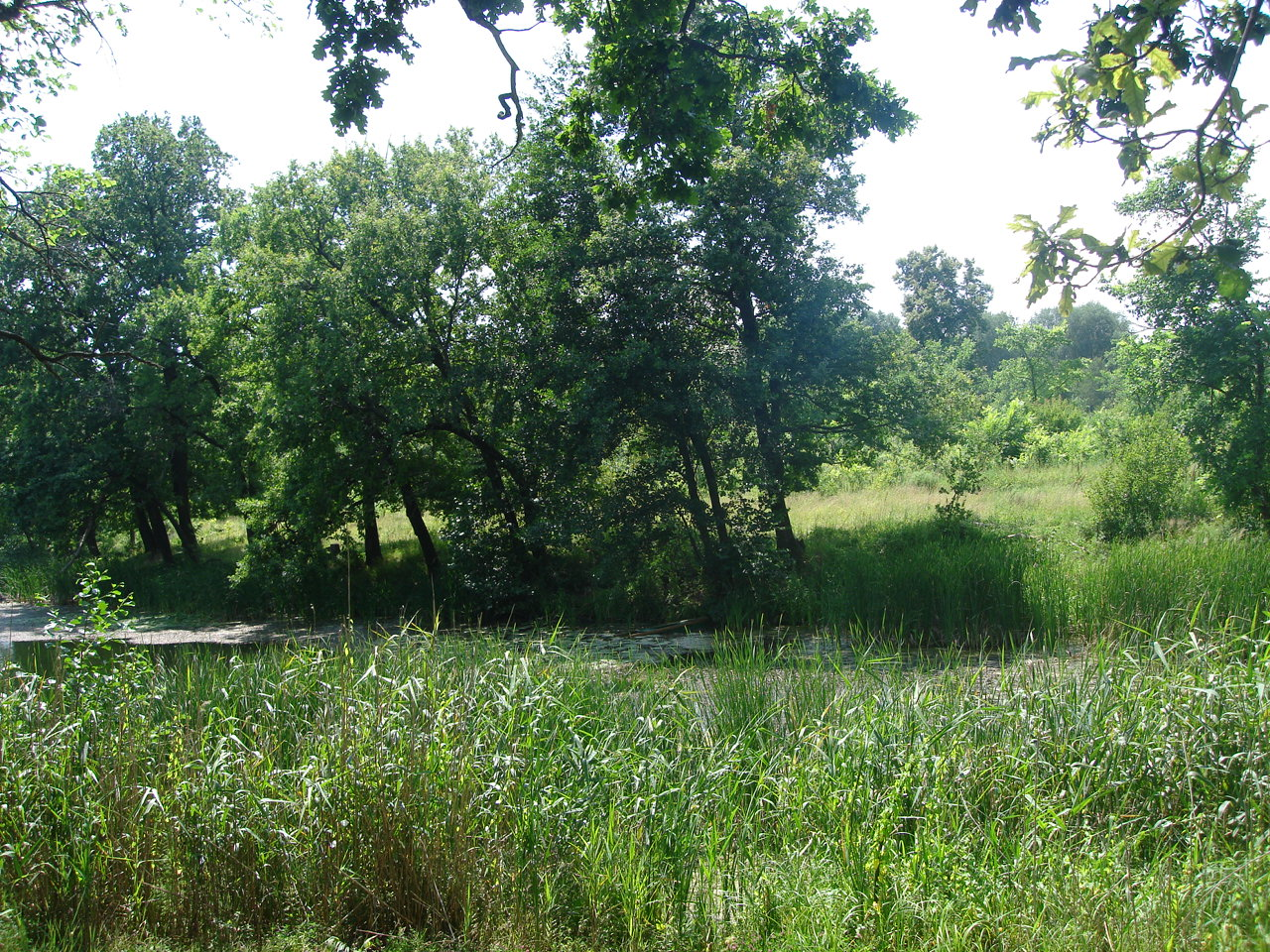
Старое русло реки Хопёр — край озера «Гнилуша» (по дороге к р. Хопёр)